# Spadfisk
Spadfisk (Chaetodipterus faber) är en fiskart som först beskrevs av Pierre Marie Auguste Broussonet 1782.  Spadfisk ingår i släktet Chaetodipterus och familjen Ephippidae. Inga underarter finns listade i Catalogue of Life.